# Carlyn Fischer
Carlyn Fischer es una deportista sudafricana que compite en triatlón. Ganó una medalla en los Juegos Panafricanos de 2011, y tres medallas en el Campeonato Africano de Triatlón entre los años 2011 y 2017.

## Palmarés internacional
| Juegos Panafricanos | Juegos Panafricanos      | Juegos Panafricanos | Juegos Panafricanos |
| Año                 | Lugar                    | Medalla             | Prueba              |
| ------------------- | ------------------------ | ------------------- | ------------------- |
| 2011                | Maputo (Mozambique)      | Medalla de oro      | Individual          |
| Campeonato Africano |                          |                     |                     |
| Año                 | Lugar                    | Medalla             | Prueba              |
| 2012                | Morne Brabant (Mauricio) | Medalla de plata    | Individual          |
| 2013                | Agadir (Marruecos)       | Medalla de bronce   | Individual          |
| 2017                | Hammamet (Túnez)         | Medalla de bronce   | Individual          |